# Kiku-ichimonji
Kiku-ichimonji (菊一文字) ("Línea recta de crisantemo"), a menudo romanizado con un guion algo equivocado como Kikuichi-monji, es un nombre colectivo dado a la katana (un tipo de espada japonesa) fabricada por los trece espaderos que asistían al emperador Go-Toba en 1208.
Cada herrero estuvo al servicio del emperador durante un mes del calendario japonés. La mayoría de los trece espaderos pertenecían a la escuela Ichimonji de Fukuoka, que pertenece a la escuela Bizen. Los herreros de la escuela Fukuoka-ichimonji tradicionalmente sólo inscribían el carácter kanji japonés "Ichi" (一, uno) en la espiga de sus espadas como firma. Entre las espadas forjadas, el emblema del crisantemo imperial estaba grabado en la espiga de la espada que el emperador Go-toba enfriaba con agua, que era el proceso de fabricación de la espada. Por lo tanto, las espadas fabricadas por trece herreros junto con el emperador Go-toba pasaron a llamarse "Kiku-ichimoji". (lit,. crisantemo, carácter uno) Sin embargo, entre las espadas que forjaron, no existen las que tienen el emblema del crisantemo y "Ichi" (一, uno) grabado en la espiga. Las espadas existentes con el emblema del crisantemo y el "Ichi" (一, uno) grabado en la espiga se fabricaron en el periodo Edo.
Go-Toba se interesó por la construcción de espadas japonesas, por lo que convocó a estos espaderos, otorgándoles rango y título de la corte, y les pidió que compartieran los secretos de la producción de espadas de mayor calidad.

## Lista de espaderos
- 1er mes: Norimune (de Fukuoka en la provincia de Bizen)
- 2º mes: Sadatsugu (de Ko-aoe en la provincia de Bitchū)
- 3er mes: Nobufusa (de Fukuoka en la provincia de Bizen)
- 4º mes: Kuniyasu (de Awataguchi en la provincia de Yamashiro)
- 5º mes: Tsunetsugu (de Ko-aoe en la provincia de Bitchū)
- Mes intermedio: Hisakuni (de Awataguchi en la provincia de Yamashiro)
- 6º mes: Kunitomo (de Awataguchi en la provincia de Yamashiro)
- 7º mes: Muneyoshi (de Fukuoka, en la provincia de Bizen)
- 8º mes: Tsuguie (de Ko-aoe, en la provincia de Bitchū)
- 9º mes: Sukemune (de Fukuoka, en la provincia de Bizen)
- 10º mes: Yukikuni (de Fukuoka en la provincia de Bizen)
- 11º mes: Sukenari (de Fukuoka en la provincia de Bizen)
- 12º mes: Sukenobu (de Fukuoka en la provincia de Bizen)

## Kiku-ichimonjien la cultura popular
Debido a la popularidad de la ficción de Shiba Ryōtarō, muchos aficionados modernos al Shinsengumi creen que una Kiku-ichimonji fabricada por Norimune fue la espada de Okita Soji. Históricamente, Okita utilizó una espada hecha por Kiyomitsu de la provincia de Kaga, entre otras espadas.
En las versiones de anime y manga de Rurouni Kenshin, un Kiku-ichimonji fabricado por Norimune es blandido por Seta Sōjirō (que se basa en un Okita más oscuro de la novela Shinsengumi Keppuroku.)
En el anime y manga de ciencia ficción de comedia de acción jidaigeki Gintama, un miembro del Shinsengumi del mundo del anime, Okita Sougo, posee una katana apodada "Kiku-ichimonji RX-78", que cuenta, junto con características básicas como una hoja afilada, con un reproductor de música digital con un máximo de 124 horas de reproducción en su empuñadura. El propio Okita Sougo se basó vagamente en la figura histórica de Okita Soji, en alusión a los rumores populares de que una Kiku-ichimonji era la espada de Okita Soji.
Las espadas con el estilo "Kiku-ichimonji" o que comparten características con las Kiku-ichimonji aparecen en muchos videojuegos.
En Inazuma Eleven GO, Tsurugi Kyosuke utiliza la Kiku-ichimonji en su forma Mixi-Max.
En Final Fantasy IV, el Kiku-ichimonji es un tipo de espada que utiliza el ninja Edge. También es un tipo de espada que blanden los ninjas y asesinos en varios juegos de esa serie.
En Path of Exile hay una espada llamada Ichimonji, que rinde homenaje a la Kiku-ichimonji y se parece a ella en su aspecto.
En Mobile Suit Gundam SEED Astray, el Gundam Astray Red Frame empuña una katana llamada Gerbera Straight, que es una traducción literal de Kiku-ichimonji.
En la serie Golden Sun, el Kiku-ichimonji es una espada ligera que se puede obtener y equipar en algunos personajes.
En Wizardry: Tale of the Forsaken Land, un personaje llamado Hina empuña la Kikuichimonji.
En Sekiro: Shadows Die Twice, el ichimonji es un ataque pesado y por encima de la cabeza que se encuentra en el árbol de habilidades de Ashina Arts.
En Touken Ranbu, durante el evento Special Investigation: Keiou Koufu, es posible conseguir un Kiku-ichimonji llamado Ichimonji Norimune. Si la unidad utilizada para el evento tiene Kashuu Kiyomitsu, se pueden desbloquear escenas especiales entre ambos.